# Bryum erythrocaulon
Bryum erythrocaulon är en bladmossart som beskrevs av Bridel 1819 [1818. Bryum erythrocaulon ingår i släktet bryummossor, och familjen Bryaceae. Inga underarter finns listade i Catalogue of Life.